# 1338

## Родени
- 21 януари – Шарл V, крал на Франция